# Maciejowa (wieś)
Maciejowa (j. łemkowski Матієва) – wieś w Polsce położona w województwie małopolskim, w powiecie nowosądeckim, w gminie Łabowa, przy trasie drogi krajowej nr 75.
W latach 1975–1998 miejscowość administracyjnie należała do województwa nowosądeckiego.
We wsi drewniana dawna cerkiew greckokatolicka z 1830 r. z zachowanym wyposażeniem (ob. kościół rzymskokatolicki).

## Demografia
Ludność według spisów powszechnych, w 2009 wg PESEL.
| Rok    | 1900 | 1921 | 1931 | 2002 |
| Liczba | 70   | 59   | 70   | 107  |

| Zwierzęta | Konie | Bydło | Owce | Świnie |
| Liczba    | 35    | 329   | 9    | 82     |

## Zabytki
Obiekt wpisany do rejestru zabytków nieruchomych województwa małopolskiego.
- Cerkiew, obecnie kościół pw. Opieki NP Marii, dzwonnica, ogrodzenie, drzewostan w najbliższym otoczeniu.